# Altrussische Literatur
Zur Altrussischen Literatur zählt literaturgeschichtlich die russische Literatur von den Anfängen des Schrifttums, die mit der Einführung des Christentums im 10. Jahrhundert einhergingen, bis zur Wende vom 17. Jahrhundert zum 18. Jahrhundert, als Peter I. „das Fenster zum Westen öffnete“.
Im Gegensatz zur nachfolgenden Periode der Neueren russischen Literatur ist die Altrussische Literatur von byzantinischer Kultur geprägt, behandelt hauptsächlich kirchliche Themen und wurde vorwiegend auf Altkirchenslawisch verfasst. 
Adolf Stender-Petersen teilt die Altrussische Literatur in die Altrussische Periode und die Moskovitische Periode.
Gattungen der Altrussischen Literatur:
- Chrestomathien
- Hagiographien
- Fürstenviten
- Chroniken
- Inschriften
- Bylinen

Hinzu kommt in kirchenslawischer Sprache geschriebene Literatur, z. B.  liturgische Texte, Bibelübersetzungen usw.
Außerhalb dieser Gattungen steht z. B. folgendes altostslawische Schrifttum:
- das Igorlied
- die Birkenrindenurkunden
- der Nowgoroder Kodex

### Anthologien
- Helmut Graßhoff, Klaus Müller, Gottfried Sturm: O Bojan, du Nachtigall der alten Zeit. 7 Jahrhunderte altrussischer Literatur. Rütten & Loening, Berlin 1965 (auch: Scheffler, Frankfurt am Main 1965); 4. Auflage, 1982.
- Helmut Graßhoff: Altrussische Dichtung aus dem 11. – 18. Jahrhundert. Reclam, Leipzig 1971; 4. Auflage, 1982.